# Centraleta telefònica i magatzem de la central nuclear Vandellòs 1
La Centraleta telefònica i magatzem de la central nuclear Vandellòs 1 és una obra de Vandellòs i l'Hospitalet de l'Infant (Baix Camp) protegida com a Bé Cultural d'Interès Local.

## Descripció
És justament amb l'estació meteorològica, un edifici de la família del pavelló de vigilants i la glorieta mirador de l'Alboreto Lussich de Punta Ballena, Uruguai, construït l'any 1946, recorden també la forma de closca de mol·lusc o potser, en aquest cas, un iglú. Es presenta com un element compacte, format per una superfície de formigó armat recobert de trencadís ceràmic de color groc, aquesta solució constructiva es va utilitzar posteriorment als porxos de la casa Balañá a Sant Vicent de Montalt construïda entre els anys 1976-1978 i també a les cobertes del centre sanitari i de recuperació de la Mútua metal·lúrgica de Cabrils, construïda entre els anys 1973-1980.
A prop de la centraleta i a sud ponent hi trobem un edifici d'estructura metàl·lica, destinat a magatzem, i caracteritzat per l'ús de formigó armat al tester i la singularitat del sòcol format per unes jardineres en contacte amb el terreny i la disposició i tipologia de les fusteries formada per esvelts perfils metàl·lics. (J.F. Ródenas)
Tant la centraleta telefònica com el magatzem els va projectar l'arquitecte Antoni Bonet Castellana.